# 우다쥔
우다쥔(중국어 간체자: 吴大峻, 정체자: 吳大峻, 병음: Wú Dàjùn, 영어: Tai Tsun Wu, 1933년 9월 1일 ~ )은 미국의 중국 출신 물리학자이다. 고에너지 핵물리학과 통계역학에 기여한 것으로 알려져 있다.

## 생애
중국 상하이시에서 태어나서 미국 미네소타 대학교에서 전기공학을 전공했으며 1953년에 실시된 윌리엄 로웰 퍼트넘 수학경시대회에서 퍼트넘 펠로(Putnam Fellows)를 수상했다. 1954년에는 하버드 대학교 응용물리학과에서 이학 석사 학위를 받았고 1956년에는 이학 박사 학위를 받았다. 그의 논문은 《I. 임피던스의 개념, II. 고주파수 산란》에 관한 것으로서 로널드 W. P. 킹의 조언을 받았다.
1956년부터 1969년까지 하버드 대학교 교수회에서 주니어 펠로 과정을 이수했고 1959년에는 하버드 대학교 응용물리학과 교수로 채용되었다. 1966년에는 미국 뉴욕 록펠러 대학교 방문을 예약했고 1971년에는 독일 함부르크에 위치한 독일 전자 싱크로트론 방문을 예약했다. 1977년에는 스위스 제네바에 위치한 유럽 입자 물리 연구소, 네덜란드 위트레흐트 대학교 방문을 예약했다.
1960년에는 외부의 잠재적인 고전 전자기학 이론에서 보스-아인슈타인 응축에 관한 통계역학을 연구했다. 우다쥔은 정훙(鄭洪)과 함께 매우 높은 에너지에서 무한히 증가하는 총산란단면을 예측하기 위해 게이지 양자장 이론을 제시했는데 유럽 입자 물리 연구소가 테바트론 충돌기 실험을 실험을 통해 입증했다. 우다쥔은 특히 두 개의 전방 제트와 함께 저탄력을 가진 힉스 입자의 생산단면을 예측하기 위해 대형 강입자 충돌기의 생산 과정을 연구했다. 우다쥔은 양전닝과 함께 CP 위반과 게이지 이론의 세계화를 연구했다. 또한 양자 기억의 모델링 적용 과정에 있어서 공간적인 차원이 전혀 없는 슈뢰딩거 방정식에 기초한 양자정보과학을 연구했다.
1977년에는 미국 예술 과학 아카데미 회원으로 임명되었고 1999년에는 배리 매코이, 알렉산드르 자몰롯치코프와 함께 미국 물리학회, 미국 물리 연구원이 공동 수여하는 대니 하이너먼 수리물리학상을 수상했다.